# Cinamaldehid
El cinamaldehid, denominació IUPAC (2E)-3-fenilprop-2-enal, és un compost aromàtic que dona el sabor i l'olor típics de la canyella. En estat pur és un líquid viscós de color groc pàl·lid que es produeix naturalment en l'escorça dels arbres de la canyella i altres espècies del gènere Cinnamomum. S'utilitza com a fungicida i insecticida, i s'ha observat que és molt eficaç per combatre les larves de mosquit.

## Estructura
El cinamaldehid es va aïllar de l'oli essencial de canyella el 1834 per Dumas i Péligot i es va sintetitzar al laboratori pel químic italià Luigi Chiozza (1828-1889) el 1854.
El producte natural és trans-cinamaldehid. La molècula consisteix en un anell de benzè unit a un aldehid insaturat. Com a tal, la molècula es pot veure com un derivat de l'acroleïna. El seu color es deu a la transició π → π*: l'augment de la conjugació en comparació amb l'acroleïna desplaça aquesta banda cap al visible.

## Obtenció
Existeixen diversos mètodes de síntesi de laboratori, però l'obtenció més econòmica del cinamaldehid és mitjançant la destil·lació al vapor de l'oli de l'escorça de canyella. Es pot preparar a partir de compostos relacionats com l'alcohol cinamílic (la forma alcohòlica del cinamaldehid), però la primera síntesi de compostos no relacionats va ser la condensació aldòlica de benzaldehid i acetaldehid.

## Compostos relacionats
Diversos compostos derivats del cinamaldehid tenen utilitat comercial. L'alcohol dihidrocinnamílic (3-fenilpropanol), que es produeix naturalment però que es pot obtenir per la doble hidrogenació del cinamaldehid, s'utilitza per conferir les fragàncies de jacint i lilà. L'alcohol cinàmic es presenta de manera natural i té l'olor de lilà, però també es pot produir a partir del cinamaldehid. El dihidrocinamaldehid (3-fenilpropanal) és produït per la hidrogenació selectiva del doble enllaç. Els compostos α-amil- i α-hexilcinamaldehid s'utilitzen habitualment en perfumeria, però no s'obtenen a partir del cinamaldehid.